# Экклесия в Азии
Экклесия в Азии — документ, изданный Папой Римским Иоанном Павлом II, чтобы служить в качестве основы для расширения Римской католической церкви в Азии. Документ обобщает идеи и выводы Специального азиатского синода, состоявшегося в Риме с 18 апреля по 14 мая 1998 года. Был официально обнародован Иоанном Павлом II в индийском городе Нью-Дели 6 ноября 1999 года.
В документе указано, что «так же, как в первом тысячелетии Крест был посажен на почве Европы, а во втором на землях Северной и Южной Америки, и Африки, мы можем молиться, что в Третьем тысячелетии христианский большой урожай веры будем пожинать в этом огромном и полном жизни континенте Азии» (EA 1) (JP II 1999 года: 359).
Призыв состоит из семи частей, рассматривающих следующие темы: азиатский контекст; Иисус, как Спаситель; Святой Дух, как Господь Животворящий; проповедь Иисуса в Азии (с упором на внедрение в культуру); общение и диалог миссии (с акцентом на экуменический и межрелигиозный диалог); на службе проповедников веры и христиан в качестве свидетелей Евангелия.
Документ заключает в конце: «Народы Азии нуждаются в Иисусе Христе и Его Евангелии. Азии жаждет живой воды, которую только Иисус может дать (Ин 4: 10-15). Ученики Христа в Азии должны, следовательно, прилагать неустанные усилия по выполнению миссии, которую получили от Господа, который обещал быть с ними до конца века (Мф 28:20). Уповая на Господа, который не подведёт тех, кого он призвал, Церковь в Азии с радостью делает её паломнический путь в третьем тысячелетии».